# Autozodiaco
Autozodiaco Srl war ein italienischer Hersteller von Automobilen.

## Unternehmensgeschichte
Mario Zodiaco gründete 1969 das Unternehmen in Pianoro und begann 1971 mit der Produktion von Automobilen. 1978 übernahm All Cars das Unternehmen.

## Fahrzeuge

### Buggys
Zunächst fertigte das Unternehmen Buggys. Dazu wurden Fahrgestelle vom VW Käfer verwendet. Ein Modell war der Damaca, entworfen von Tom Tjaarda.

### Kleinstwagen
Ab 1974 entstanden auch Kleinstwagen. Das Modell Charly war ein Dreirad mit einer Kunststoffkarosserie. Für den Antrieb sorgte ein Zweitaktmotor von Minarelli mit 49 cm³ Hubraum.

### Motorräder
Aus der Idee, neben den Strandbuggys auch ein Motorrad in ähnlichem Stil für den Strand zu bauen, entstand die Moto Zodiaco Tuareg 223-2. Angetrieben wurde dieses Fahrzeug vom Zweitaktstationärmotor 1F250-1 der Firma ILO Rockwell. Das Getriebe wurde mittels Keilriemen und einer fliehkraftgesteuerten Variomatic realisiert, was den baulichen Aufwand gegenüber einem klassischen Schaltgetriebe erheblich reduzierte.
Das Motorrad verfügt außerdem über ein 12 V Bordnetz mit Blinkanlage und einen Anlasser, zusätzlich konnte der Motor aber auch über einen Seilzugstarter angeworfen werden.

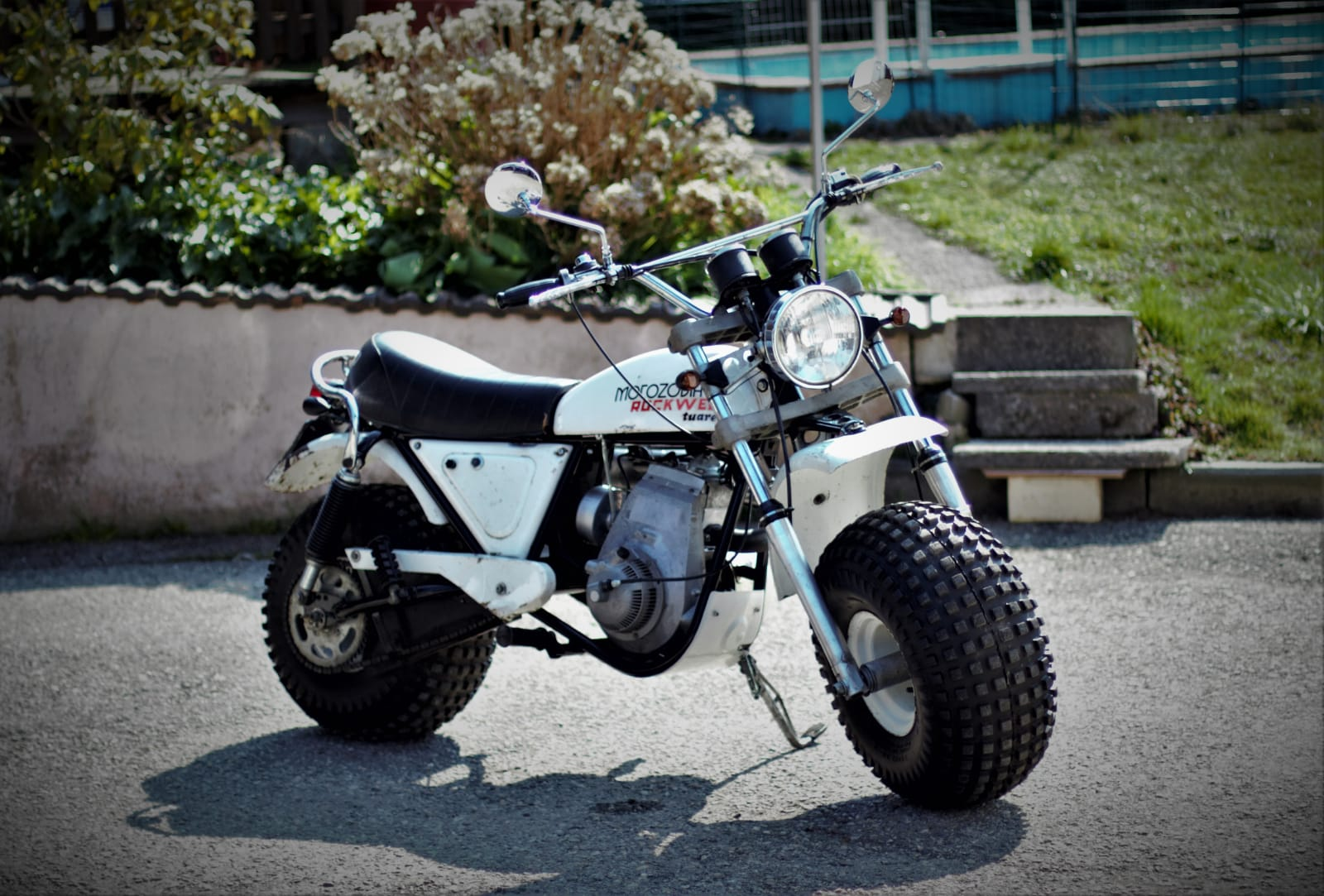
Moto Zodiaco Tuareg 223-2 mit Motor ILO Rockwell 1F250-1